# Borovszky Lénárd János
Borovszky Lénárd János (Esztergom, 1792. május 21. – Győr, 1869. január 22.) benedek rendi áldozópap, gimnáziumi tanár és főapáti szentszéki ülnök.

## Élete
Gimnáziumi tanulmányainak végeztével a Benedek rendiek közé lépett 1810. október 30. A teológiát Pannonhalmán végezte. 1821. szeptember 13-án felszentelték. Tanár volt Győrött, 1813–1816-ig, Sopronban 1816–1817-ig és másodizben ugyanott 1821–1826-ig, Pozsonyban 1826–1837-ig. A növendékpapok mestere 1837–1850 között Pannonhalmán. Ekkor jószágkormányzó lett ugyanott 1867-ig. Mint a győri rendház papja halt meg.

## Munkái
- Liber precum et hymnorum. Posonii. 1840 (újabb kiadása. Pest, 1861, magyar és német szöveggel)
- Új lelki manna, azaz imádságos és énekes könyv a ker. kath. ifjuság számára. Pozsony. 1869
- A boldogságos szűz Mária illatos fehér lilioma. Imádságos és énekes könyv, ker. kath. leányok számára. Pozsony. 1872